# Sylvestrovo zaporedje
Sylvestrovo zaporedje je v teoriji števil celoštevilsko zaporedje, kjer je vsak člen zaporedja zmnožek prejšnjih členov in kjer mu prištejemo število 1. Splošni člen je dan kot:
{\displaystyle s_{n}=1+\prod _{i=0}^{n-1}s_{i}\,\!.}
Po dogovoru je produkt prazne množice enak 1 in je prvi člen zaporedja s0 = 2. Zaporedje je prvi raziskoval James Joseph Sylvester leta 1880. Prvi členi zaporedja so (OEIS A000058):
2, 3, 7, 43, 1807, 3263443, 10650056950807, 113423713055421844361000443.
Členi zaporedja se imenujejo tudi Evklidova števila. Če je i < j, iz definicije sledi, da je sj ≡ 1 (mod si). Zaradi tega sta poljubna člena tuji števili. Z zaporedjem lahko dokažemo, da obstaja neskončno mnogo praštevil, saj lahko vsako praštevilo deli le eno število iz zaporedja.
Zaporedje lahko definiramo tudi z rekurenčno enačbo:
{\displaystyle \displaystyle s_{i}=s_{i-1}(s_{i-1}-1)+1\,\!.}
S popolno indukcijo je moč neposredno pokazati, da je enačba istovetna prvi definiciji.
V zvezi s Sylvestrovim zaporedjem je odprti problem ali so vsi njegovi členi deljivi brez kvadrata?